# Rafael Coronel Arroyo
Rafael Coronel Arroyo (* 24. Oktober 1931 in Zacatecas; † 7. Mai 2019) war ein mexikanischer Maler und Grafiker.

## Leben und Werk
Coronel, Sohn von Pedro Melesio Coronel und seiner Frau Juana Arroyo Luna sowie Bruder des Künstlers Pedro Coronel Arroyo, interessierte sich, nachdem er nach Mexiko-Stadt zog, zunächst für Architektur. 1952 nahm er an einem Malwettbewerb des Instituto Nacional de la Juventud Mexicana teil, stellte erstmals im Museum des Palacio de Bellas Artes aus und erlernte die Malerei ab 1953 an der Escuela Nacional de Pintura, Escultura y Grabado „La Esmeralda“.
Carlos Mérida machte ihn später mit Inés Amor bekannt, einer der beiden Eigentümerinnen der Galería de Arte Mexicano, die ihn bei der Präsentation seiner Bilder unterstützte. 1964 malte er zwei Murales im Museo Nacional de Antropología. Für seine Arbeiten, die in mehreren nationalen und internationalen Ausstellungen zu sehen waren, wurde er mehrfach ausgezeichnet. Er war verheiratet mit Ruth Rivera Marín, der Tochter Diego Riveras und dessen zweiter Frau Lupe Marín. Sie verstarb 1969.
In seiner Geburtsstadt trägt heute ein Museum im ehemaligen San Francisco-Kloster seinen Namen, in dem viele seiner Arbeiten sowie seine Sammlung von Masken aus aller Welt zu sehen sind.